# Трудове (Сімферопольський район)
Трудове́ (крим. Trudove) — село Сімферопольського району Автономної Республіки Крим.
Підпорядковується Трудівській сільській раді.

## Опис
Відстань від райцентру становить 10 кілометрів по шосе, по прямій менше кілометру.
На заході село межує з районами Сімферополя Богурча (Кам'янка) та Хошкельди, на півдні та сході обмежується схилами гори Ташлик та балкою Тубай, на півночі лісовим масивом Лівенські дубки, що відділяють село від Феодосійської траси. Знаходиться у витоків струмка, що впадає у річку Чуюнча.
Висота центру села над рівнем моря становить 370 м.
За даними сільради на 2009 рік, площа села займає 29,7 гектара, де знаходяться 53 вулиці, 8 провулків та 8 садових товарист, у 900 дворах значиться 2409 мешканців.
День села — 24 серпня.

## Історія
Село виникло 1928 року, як населений пункт радгоспу «Сімферопольський № 1».
8 вересня 1958 року населеному пункту надано статус селища та назву Трудове.
З 1975 року —центр Трудівської сільської ради.

## Населення

### Мова
Розподіл населення за рідною мовою за даними перепису 2001 року:
| Мова              | Кількість | Відсоток |
| ----------------- | --------- | -------- |
| російська         | 1853      | 66.97%   |
| кримськотатарська | 329       | 11.89%   |
| українська        | 177       | 6.40%    |
| вірменська        | 26        | 0.94%    |
| білоруська        | 23        | 0.83%    |
| грецька           | 17        | 0.61%    |
| румунська         | 1         | 0.04%    |
| інші/не вказали   | 341       | 12.32%   |
| Усього            | 2767      | 100%     |